# María de nadie
María de nadie fue una telenovela argentina emitida en el año 1985 por Canal 11, actualmente Telefé. Protagonizada por Grecia Colmenares y Jorge Martínez. Coprotagonizada por Héctor Calori, Lía Casanova, Claudio Gallardou, Roberto Ibáñez, Susana Lanteri, Chany Mallo, Natacha Nohani, Liliana Simoni, Marina Skell, Diego Varzi y Juan Vitali. Antagonizada por los primeros actores Hilda Bernard, Ariel Keller, Nathán Pinzón y Cecilia Cenci en el rol de la terrible Ivana Ferran. También, contó con la actuación especial de Aldo Barbero. Es una versión de la telenovela venezolana La Zulianita, de 1977, original de Delia Fiallo y con una adaptación de Federico Pagano.

## Argumento
La trama, basada en una historia original de Delia Fiallo, narraba las vicisitudes de una historia de amor entre un joven rico y una humilde muchacha campesina recién llegada a Buenos Aires.
Una bella e inocente muchacha de provincia viaja a Buenos Aires luego de la muerte de su padre, con el propósito de ganar dinero para poder mantener a su madre y hermano, que han quedado en el pueblo natal. María trabaja en un cabaret de ambiente. Este trabajo no pega con su inocencia. Allí conoce a Juan Carlos Arocha, y surge entre ellos una mágica atracción. Ella rechaza a un cliente rico y este, despechado, le acusa de haberle robado la billetera. María es defendida por un abogado de oficio, y días después se coloca en casa de los Arocha, como empleada doméstica. Allí se encuentra con el hombre que quedó en sus pensamientos, Juan Carlos Arocha. Una mágica historia de amor nace entre ellos. El hijo de los dueños de casa y la empleada doméstica se enamoran locamente. Ella queda embarazada y el la abandona, creyendo que el hijo que espera es de otro hombre. María no sospecha que todas aquellas riquezas que la rodean le pertenecen a ella. El secreto de su pasado lo tiene escondido el padre de Juan Carlos. Con el tiempo ella descubre su verdadero origen y se convierte en la heredera y dueña de la mansión y empresa de los Arocha. El amor entre María y Juan Carlos parece estar signado por la desgracia y el sufrimiento. María es separada de su hijo, y lo dan por muerto. Juan Carlos encuentra una nueva pareja, que profundizará la separación entre María y Juan Carlos. Con el tiempo, éste encuentra al hijo de ellos, y lo reconoce como su hijo. El pasado queda borrado y pesa el amor que los une, todavía más cuando vuelven a recuperar al hijo que engendraron. Así se cuenta la historia de una "María" que llegó siendo de "Nadie" y se convirtió en la dueña del corazón de Juan Carlos Arocha, y de cuantos fueron testigos de esta gran historia de amor.

## Elenco
- Grecia Colmenares	...  María Domínguez
- Jorge Martínez	... 	Juan Carlos Arocha
- Cecilia Cenci	... 	Ivana Ferran
- Aldo Barbero	... 	Claudio
- Hilda Bernard	... 	Amelia Arocha
- Héctor Calori	...     Jorge
- Lía Casanova	... 	Julia
- Oscar Ferreiro     ...     Franco
- Claudio Gallardou	... 	Rafael
- Roberto Ibáñez	... 	Fermín
- Ariel Keller	... 	Felipe Arocha
- Susana Lanteri	... 	Olga
- Chany Mallo	... 	Matilde
- Natacha Nohani	...     Queta
- Nathán Pinzón	... 	Lastra
- Joaquín Piñón	... 	Aurelio
- Ángela Ragno	... 	Magda
- Marina Skell      ...     Jéssica
- Liliana Simoni	... 	Jenny
- Jorge Villalba	... 	Aquiles
- Juan Vitali        ...    Óscar
- Silvia Baylé	... 	Corita
- Andrea Bonelli	... 	Dorita
- Rodolfo Brindisi	... 	Don Pepe
- Armando Capo	... 	Leiva
- Nelly Fontán	... 	Tota
- Noemí Morelli	... 	Yolanda
- Martha Roldán	... 	Inocencia
- Graciela Baduan	... 	Felicia
- Diego Flesca	... 	Tony
- Pedro López Lagar	... 	Roly
- Ana María Casó	... 	Soraya
- Horacio Menita	... 	Elyn
- María Nydia Ursi	... 	Diana
- Mercedes Morán	... 	Greta
- Marta Serrano	... 	Elvira
- Hernán Valverde	... 	Eto
- Osvaldo Santoro	... 	Comisario

## Canción
El tema principal de la entrada de la telenovela era "María Siempre", interpretada por Julia Zenko.
- Apertura de "María de nadie" en Youtube

## Repercusión
El papel de Colmenares en esta teleserie, adonde era a una mucama sumisa permanentemente, enemistada con su totalmente antipática patrona (Hilda Bernard), consagró a la actriz en Argentina. Además, la telenovela tuvo proyección internacional y se vio en países como Italia y España.

### Emisión internacional
- Bolivia: Se emitió desde el 19 de agosto de 1997, en Red Uno. [cita requerida]

- Venezuela: RCTV
- España: Telecinco
- Estados Unidos: Univisión (1986/87)
- Puerto Rico: Telemundo PR (1987)
- Chile: U. de Chile TV (1988/89) / La Red (1994/95)
- México: Canal 9 (1990/91)
- Ecuador: Teleamazonas / Ecuavisa
- Italia: Odeon TV (1988)
- Polonia: Polonia 1 (1993)
- Rumania: Acasă
- Guatemala: Canal 3
- Eslovaquia: Markíza (1996/97)

## Telenovelas relacionadas
- La Zulianita, telenovela realizada por Venevisión, en el año 1977 y protagonizada por Lupita Ferrer, José Bardina y Chelo Rodríguez.
- Maribel, fue otra versión venezolana pero algo modificada telenovela realizada por Venevisión, en el año de 1989 y protagonizada por Tatiana Capote y Luis José Santander y Lilibeth Morillo.
- Morelia, telenovela realizada por Televisa y Univisión en 1995, y protagonizada por Alpha Acosta, Arturo Peniche y Cecilia Bolocco.
- Un refugio para el amor producida por Ignacio Sada Madero para Televisa y sus protagonistas son Zuria Vega, Gabriel Soto y Jessica Coch.